# Claude-Étienne Chaillou des Barres
Claude-Étienne Chaillou des Barres (Beaumont-la-Ferrière, 6 febbraio 1784 – Parigi, 22 agosto 1857) è stato un avvocato, politico, scrittore e diplomatico francese.

## Biografia
Étienne era l'unico figlio di Jean-Nicolas Chaillou, signore di Mée e di Barres, consigliere del re, e di sua moglie Louise Chambrun.
Dopo aver frequentato il collegio di Auxerre, studiò a Parigi e poi dapprima al Politecnico di Parigi e poi alla Scuola di Giurisprudenza ed Economia Politica. Iniziò parallelamente l'attività di scrittore redigendo un saggio dal titolo De la noblesse che lo fece conoscere poi come avvocato.
Per gli studi compiuti e la fama acquisita, nel 1805 venne prescelto come uditore al Consiglio di Stato. Il 17 dicembre di quello stesso anno, sposò Zoé Marguerite Nicole Nompère de Champagny, figlia del ministro Jean-Baptiste Nompère de Champagny che sarà suo protettore. A seguito dell'invasione della Prussia (trattato della Confederazione del Reno), venne inviato nel 1806 a Głogów come intendente per la Bassa Slesia ma, malato, dovette tornare poco dopo in Francia dove nel 1808 venne nominato uditore della direzione generale dei ponti. Il direttore di tale dipartimento, Jean-Pierre de Montalivet, che nel 1809 divenne ministro dell'interno, lo propose alposto di prefetto per l'Ardèche.
Nominato a tale carica il 7 agosto, favorì la costruzione di diverse strade nel suo dipartimento ed un nuovo palazzo di giustizia, con prigioni più salubri delle precedenti. Fu un funzionario di stato amato ed apprezzato, malgrado la rigidità della coscrizione voluta con la mobilitazione generale del 1813. Nel 1814, con la Restaurazione, François-Xavier-Marc-Antoine de Montesquiou-Fézensac revocò le nomine di 54 prefetti in Francia, tra cui quella dello stesso Chaillou des Barres.
Il 28 marzo 1815, durante i Cento Giorni, Chaillou venne nominato prefetto della Creuse. Di nuovo destituito a luglio del 1815 con la seconda Restaurazione, si ritirò nel castello di Barres a Sainpuits. Alla morte di suo padre, venne creato cavaliere con lettere patenti del re datate 27 gennaio 1816, ed autorizzato ad assumere il predicato di des Barres il 20 marzo 1816. Divenne sindaco di Sainpuits, consigliere generale del dipartimento dello Yonne per il cantone di Saint-Sauveur. Apportò anche delle importanti modifiche al castello di Barres.
Riprese contemporaneamente la sua carriera di scrittore, prendendo parte ad un concorso di scrittura (1820), scrivendo un libretto d'opera (1823), e fondando nel 1828 il Mémorial de Yonne, giornale che esistette sino al 1831.
Nel 1833, pubblicò due testi sulle elezioni in Francia che vennero riediti nel 1839. Ispettore dei monumenti storici per il dipartimento dell'Yonne, pubblicò una monografia sulle opere di pregio del suo dipartimento. Nel 1847 fu cofondatore e primo presidente della Società di Scienze Storiche e Naturali dell'Yonne, funzione che mantenne sino alla propria morte. Fondò inoltre la Società centrale d'agricoltura di cui fu presidente. Nel 1857, poco prima della sua scomparsa, contribuì alla costruzione di un monumento presso il campo di battaglia di Fontenoy.

## Opere
- De la noblesse, de l'utilité et de l'influence de la profession d'avocat, Paris, P. Didot l'aîné, an XII, 32 p.
- Lettre d'un voyageur en Suisse, Paris, 1806 (anonyme).
- Essai historique et critique sur la législation des grains jusqu'à ce jour, ou, Mémoire sur cette question proposée par la Société d'Agriculture, Commerce, Sciences et Arts du département de la Marne quels sont les meilleurs moyens de prévenir, avec les seules ressources de la France, la disette des blés et les trop grandes variations dans leurs prix?, Paris, 1820.  online.
- Lasthénie, opéra en un acte, (musique de Ferdinand Hérold), Paris, 1823 disponibile in Gallica[1].
- Correspondance entre deux électeurs du département de l'Yonne, 1824, et Le Fond des choses, ou Qui nommerons-nous ? Dialogue entre trois électeurs du departement de l'Yonne, 1824 (deux opuscules sur les élections).
- L'Abbaye de Pontigny, Paris 1844  online.
- Notices sur Pontigny, In: Annuaire statistique du Département de l'Yonne, 1844 pp. 105-112.
- Les châteaux d'Ancy-le-Franc, de Saint-Fargeau, de Chastellux et de Tanlay, Paris 1845, recueil de 4 articles publiés précédemment. Ancy-le-Franc :  online.
- Influence du bien-être matériel sur la moralité d'un peuple 1846.  online.
- Saint Louis à Sens, esquisse de son regne, in : Bulletin de la Société des Sciences Historiques et Naturelles de l'Yonne, t.6, 1852, pp. 191-265, disponibile in Gallica.
- Prix de statistique fondés par M. le baron Chaillou Des Barres, président de la Société des sciences historiques et naturelles de l'Yonne, 1856,  online,  p. PA151..
  - Collectif, Description des villes et campagnes du département de l'Yonne : recueil de notices historiques, biographiques, géographiques, géologiques, agricoles etc., concernant toutes les communes du département, 1870,  online.